# Sphaeronella affinis
Sphaeronella affinis är en kräftdjursart som beskrevs av Hansen 1897. Sphaeronella affinis ingår i släktet Sphaeronella, och familjen Nicothoidae. Arten har ej påträffats i Sverige.